# Liste der Mitglieder der Badischen Ständeversammlung 1843 bis 1845
Diese Liste umfasst die Mitglieder der Ständeversammlung des Großherzogtums Baden für die Sessionen der Jahre 1843  bis 1845.
Während dieser Zeit kam der 11. Badische Landtag vom 23. November 1843 bis zum 22. Februar 1845 in 75 Sitzungen der Ersten Kammer und 156 Sitzungen der Zweiten Kammer zusammen. Danach schloss der Landtag bis zur Wiedereröffnung des 12. ordentlichen Landtags am 25. November 1845.

## Präsidium der Ersten Kammer
Präsident: Markgraf Wilhelm von Baden 

Vizepräsident: Fürst Karl Egon zu Fürstenberg 

2. Vizepräsident: Staatsrat Anton Wolff

## Mitglieder der Ersten Kammer

### Prinzen des Hauses Baden
- Erbgroßherzog Ludwig von Baden (war nie anwesend)
- Markgraf Wilhelm von Baden
- Markgraf Maximilian von Baden (war nie anwesend)

### Standesherren
- Fürst Karl Egon zu Fürstenberg
- Fürst Karl zu Leiningen (war nie anwesend)
- Fürst Erwein von der Leyen (war nie anwesend)
- Fürst Georg zu Löwenstein-Wertheim-Freudenberg (war nie anwesend)
- Fürst Karl Friedrich zu Löwenstein-Wertheim-Freudenberg (war nie anwesend)
- Fürst Karl zu Löwenstein-Wertheim-Rosenberg (war nie anwesend)
- Graf Karl Theodor zu Leiningen-Billigheim (war nie anwesend)
- Graf August Clemens zu Leiningen-Neudenau (war nie anwesend)

### Vertreter der katholischen Kirche
- Hermann von Vicari,[1] Erzbischof von Freiburg (war nie anwesend)

### Vertreter der evangelischen Landeskirche
- Ludwig Hüffell,[1] Prälat der Evangelischen Landeskirche

### Vertreter des grundherrlichen Adels

#### Oberhalb der Murg
- Freiherr Heinrich Bernhard von Andlaw-Birseck
- Freiherr Rudolf von Berckheim, der Jüngere
- Freiherr Friedrich von Böcklin, Hauptmann a. D.
- Freiherr Christian Friedrich von Türckheim, Major a. D.

#### Unterhalb der Murg
- Freiherr Ernst von Göler, der Jüngere, Hofmarschall
- Freiherr Karl von Göler, der Ältere
- Freiherr Franz von Kettner, Forstmeister
- Freiherr Adolf Rüdt von Collenberg-Bödigheim

### Vertreter der Landesuniversitäten
- Ludwig Friedrich Eichrodt, Geheimer Referendär, Vertreter der Universität Heidelberg († 1844), gefolgt 1844 von Hofgerichtspräsident Josef Obkircher
- Friedrich von Reck, Regierungsdirektor, Vertreter der Universität Freiburg (bis 1844, † 1845)

### Vom Großherzog ernannte Mitglieder
- Staatsminister Freiherr von Berckheim
- Freiherr Karl von Freystedt, Generalleutnant
- Friedrich Nebenius, Staatsrat
- Anton Wolff, Staatsrat
- Freiherr Carl von Lassolaye, Generalmajor
- Friedrich Vogel, Geheimer Kriegsrat
- Freiherr August Marschall von Bieberstein, Geheimer Legationsrat
- Freiherr Wilhelm Ludwig von Gemmingen, Oberstforstrat

## Präsidium der Zweiten Kammer
Präsident: Johann Baptist Bekk 

Vizepräsidenten:  Johann Baptist Bader, Adolf Sander

## Die gewählten Abgeordneten der Zweiten Kammer

### Stadtwahlbezirke
| Wahlbezirk | Bezeichnung des Wahlbezirks     | Name des Abgeordneten                                                                     |
| ---------- | ------------------------------- | ----------------------------------------------------------------------------------------- |
| S1         | Wahlbezirk der Stadt Überlingen | Johann Michael Ignaz Rindenschwender                                                      |
| S2         | Wahlbezirk der Stadt Konstanz   | Karl Mathy                                                                                |
| S3         | Wahlbezirk der Stadt Freiburg   | Franz Hägelin                                                                             |
| S3         | Wahlbezirk der Stadt Freiburg   | Franz Xaver Litschgi                                                                      |
| S4         | Wahlbezirk der Stadt Lahr       | Rudolf Baum                                                                               |
| S4         | Wahlbezirk der Stadt Lahr       | Karl von Neubronn                                                                         |
| S5         | Wahlbezirk der Stadt Offenburg  | Landolin Löffler                                                                          |
| S6         | Wahlbezirk der Stadt Rastatt    | Franz Christian Karl Müller                                                               |
| S7         | Wahlbezirk der Stadt Baden      | Josef Jörger                                                                              |
| S8         | Wahlbezirk der Stadt Karlsruhe  | Maximilian Goll                                                                           |
| S8         | Wahlbezirk der Stadt Karlsruhe  | Albert Knittel                                                                            |
| S8         | Wahlbezirk der Stadt Karlsruhe  | Christof Franz Trefurt                                                                    |
| S9         | Wahlbezirk der Stadt Durlach    | Gustav Adolf Bleidorn                                                                     |
| S10        | Wahlbezirk der Stadt Pforzheim  | Wilhelm Lenz                                                                              |
| S10        | Wahlbezirk der Stadt Pforzheim  | Adolf Sander                                                                              |
| S11        | Wahlbezirk der Stadt Bruchsal   | Josef Adam Schmidt                                                                        |
| S12        | Wahlbezirk der Stadt Mannheim   | Friedrich Daniel Bassermann                                                               |
| S12        | Wahlbezirk der Stadt Mannheim   | Christian Wilhelm Gerbel                                                                  |
| S12        | Wahlbezirk der Stadt Mannheim   | Ernst Ludwig Weller                                                                       |
| S13        | Wahlbezirk der Stadt Heidelberg | Karl Ludwig Posselt                                                                       |
| S13        | Wahlbezirk der Stadt Heidelberg | Friedrich Jakob Züllig bis 1844. Das Mandat übernimmt → Josef Alexander Dahmen            |
| S13        | Wahlbezirk der Stadt Heidelberg | Josef Alexander Dahmen seit 1844 Nachfolger für den ausgeschiedenen Abgeordneten → Züllig |
| S14        | Wahlbezirk der Stadt Wertheim   | Christian Friedrich Platz                                                                 |

### Ämterwahlbezirke
| Wahlbezirk | Bezeichnung des Wahlbezirks                                                              | Name des Abgeordneten                                                                |
| ---------- | ---------------------------------------------------------------------------------------- | ------------------------------------------------------------------------------------ |
| A1         | Wahlbezirk der Ämter Meersburg, Salem, Pfullendorf und Überlingen                        | Johann Baptist Bekk                                                                  |
| A2         | Wahlbezirk der Ämter Radolfzell, Blumenfeld und Konstanz                                 | Johann Baptist Bader                                                                 |
| A3         | Wahlbezirk der Ämter Stockach, Meßkirch und Engen                                        | Dominicus Vinzenz Ferreri Kuenzer bis 1844. Das Mandat übernimmt → Sebastian Straub  |
| A3         | Wahlbezirk der Ämter Stockach, Meßkirch und Engen                                        | Sebastian Straub seit 1844 Nachfolger für den ausgeschiedenen Abgeordneten → Kuenzer |
| A4         | Wahlbezirk der Ämter Blumberg, Stühlingen, Bonndorf, Löffingen und Neustadt              | Karl Theodor Welcker                                                                 |
| A5         | Wahlbezirk der Ämter Villingen und Hüfingen                                              | Ferdinand Welte                                                                      |
| A6         | Wahlbezirk der Ämter Tiengen, Jestetten, St. Blasien und Waldshut                        | Franz Peter Buhl                                                                     |
| A7         | Wahlbezirk der Ämter Säckingen, Laufenburg und Schönau                                   | Ernst Friedrich Gottschalk                                                           |
| A8         | Wahlbezirk der Ämter Schopfheim und Kandern                                              | Carl Mez                                                                             |
| A9         | Wahlbezirk des Amtes Lörrach                                                             | Johann Georg Grether                                                                 |
| A10        | Wahlbezirk des Amtes Müllheim                                                            | Nicolaus Blankenhorn-Krafft                                                          |
| A11        | Wahlbezirk der Ämter Staufen und Heitersheim                                             | Josef Anton Martin                                                                   |
| A12        | Wahlbezirk des Amtes Altbreisach mit zum Stadtamt Freiburg zugehörigen Landorten         | Michael Binz                                                                         |
| A13        | Wahlbezirk des Landamtes Freiburg (I) und des Amtes St. Peter                            | Alois Mayer                                                                          |
| A14        | Wahlbezirk des Landamtes Freiburg (II) und der Ämter Waldkirch und Elzach                | Christian Reichenbach                                                                |
| A15        | Wahlbezirk des Amtes Emmendingen                                                         | Karl Helbing                                                                         |
| A16        | Wahlbezirk der Ämter Endingen und Kenzingen                                              | Anton Nombride                                                                       |
| A17        | Wahlbezirk der Ämter Triberg, Hornberg, Wolfach und Haslach                              | Karl Ludwig Böhme                                                                    |
| A18        | Wahlbezirk des Amtes Ettenheim                                                           | Karl Zittel                                                                          |
| A19        | Wahlbezirk des Amtes Lahr                                                                | Philipp Lichtenauer                                                                  |
| A20        | Wahlbezirk des Amtes Offenburg mit Teilen des Amtes Appenweier                           | Franz Michael Knapp                                                                  |
| A21        | Wahlbezirk der Ämter Gengenbach und Oberkirch mit Teilen des Amtes Appenweier            | Karl Hundt                                                                           |
| A22        | Wahlbezirk der Ämter Rheinbischofsheim und Kork                                          | Jakob Dörr                                                                           |
| A23        | Wahlbezirk der Ämter Achern und Bühl                                                     | Franz Josef Richter                                                                  |
| A24        | Wahlbezirk der Ämter Ettlingen und Rastatt                                               | Johann Adam von Itzstein                                                             |
| A25        | Wahlbezirk der Ämter Baden, Gernsbach und Steinbach                                      | Franz Xaver Rothermel                                                                |
| A26        | Wahlbezirk des Landamtes Karlsruhe mit Teilen des Landamtes Bruchsal                     | Karl Friedrich Stockhorner von Starein                                               |
| A27        | Wahlbezirk der Ämter Durlach und Stein                                                   | Maximilian Waag                                                                      |
| A28        | Wahlbezirk des Amtes Pforzheim                                                           | Anton Valentin Hermann                                                               |
| A29        | Wahlbezirk des Amtes Bruchsal mit Teilen des Amtes Eppingen                              | Friedrich Bissing                                                                    |
| A30        | Wahlbezirk des Amtes Bretten mit Teilen des Amtes Eppingen                               | Franz Anton Regenauer                                                                |
| A31        | Wahlbezirk der Ämter Philippsburg und Schwetzingen                                       | Friedrich Christian Rettig                                                           |
| A32        | Wahlbezirk der Ämter Wiesloch und Neckargmünd                                            | Karl Junghanns                                                                       |
| A33        | Wahlbezirk des Amtes Sinsheim mit Teilen des Amtes Eppingen                              | Gideon Weizel                                                                        |
| A34        | Wahlbezirk des Amtes Heidelberg                                                          | Johann Christian Metzger                                                             |
| A35        | Wahlbezirk der Ämter Ladenburg und Weinheim                                              | Friedrich Karl Franz Hecker                                                          |
| A36        | Wahlbezirk des Amtes Neckarbischofsheim mit Teilen des Amtes Mosbach (links des Neckars) | Gottlieb Friedrich Lang                                                              |
| A37        | Wahlbezirk des Amtes Eberbach mit Teilen des Amtes Mosbach (rechts des Neckars)          | Friedrich Theodor Schaaf                                                             |
| A38        | Wahlbezirk der Ämter Buchen und Osterburken                                              | Franz Burkardt Fauth                                                                 |
| A39        | Wahlbezirk des Amtes Boxberg                                                             | Philipp Ludwig Seltzam                                                               |
| A40        | Wahlbezirk der Ämter Tauberbischofsheim und Gerlachsheim                                 | Alban Alois Leiblein                                                                 |
| A41        | Wahlbezirk der Ämter Wertheim und Walldürn                                               | Vollrath Vogelmann                                                                   |

## Belege und Anmerkungen
1. 1 2 3 4 5 6 7 8  Dieser Mandatsträger ist in den amtlich veröffentlichten Abgeordnetenlisten als promovierter Akademiker ausgewiesen, d. h. dort üblicherweise mit einem vor dem Namen stehenden Doktor-Grad verzeichnet
2. 1 2  Bis 1931 hieß die Stadt Baden-Baden nur Baden.
3. ↑  Im Landtagshandbuch von Adolf Roth und Paul Thorbecke (siehe Literaturliste) steht für den Wahlbezirk der Ämter Baden, Gernsbach und Steinbach auf Seite 286 fälschlich Adolf Sander als Abgeordneter des 11. ordentlichen Landtags, der in der Arbeit von Hans-Peter Becht jedoch nur bis 1842 dem Wahlkreis zugewiesen ist (siehe Hans-Peter Becht S. 492, wobei Becht mit dem 11. Landtag gemäß seiner Definition auf S. 509 die zweite Abteilung des 10. Landtags traditioneller Zählung bezeichnet). Auf Seite 347 im alphabetischen Gesamtverzeichnis der Abgeordneten des Handbuchs von Roth und Thorbecke wird der Hofgerichtsrat Franz Xaver Rothermel als Abgeordneter des Wahlbezirks A25 genannt. Da das alphabetische Gesamtverzeichnis des Handbuchs von 1907 zwar pro Abgeordneter den Wahlbezirk, nicht jedoch den Zeitraum der Zugehörigkeit zur Zweiten Kammer nennt, bleibt nur mit Hilfe dieses Handbuchs unklar, wie die Inkonsistenz zu erklären ist, dass Franz Xaver Rothermel zwar im alphabetischen Gesamtverzeichnis für den Wahlbezirk A25 auftaucht, nicht jedoch im chronologischen Verzeichnis auf Seite 286! Die Multimedia CD-ROM: Für Freiheit und Demokratie. Badische Parlamentsgeschichte 1818 – 1933 klärt den Sachverhalt für Franz Xaver Rothermel auf: „Abgeordneter des 25. Ämterwahlbezirks (Baden-Baden) 1843-1846“